# Cornerstone
Cornerstone är ett album av Styx, släppt i oktober 1979. Det innehåller hiten Babe, gruppens enda låt att nå förstaplatsen på Billboard Hot 100.

## Låtlista
1. Lights - 4:38
2. Why Me - 3:54
3. Babe - 4:25
4. Never Say Never - 3:08
5. Boat on the River - 3:10
6. Borrowed Time - 4:58
7. First Time - 4:24
8. Eddie - 4:15
9. Love in the Midnight - 5:25